# Kirchröder Friedhof

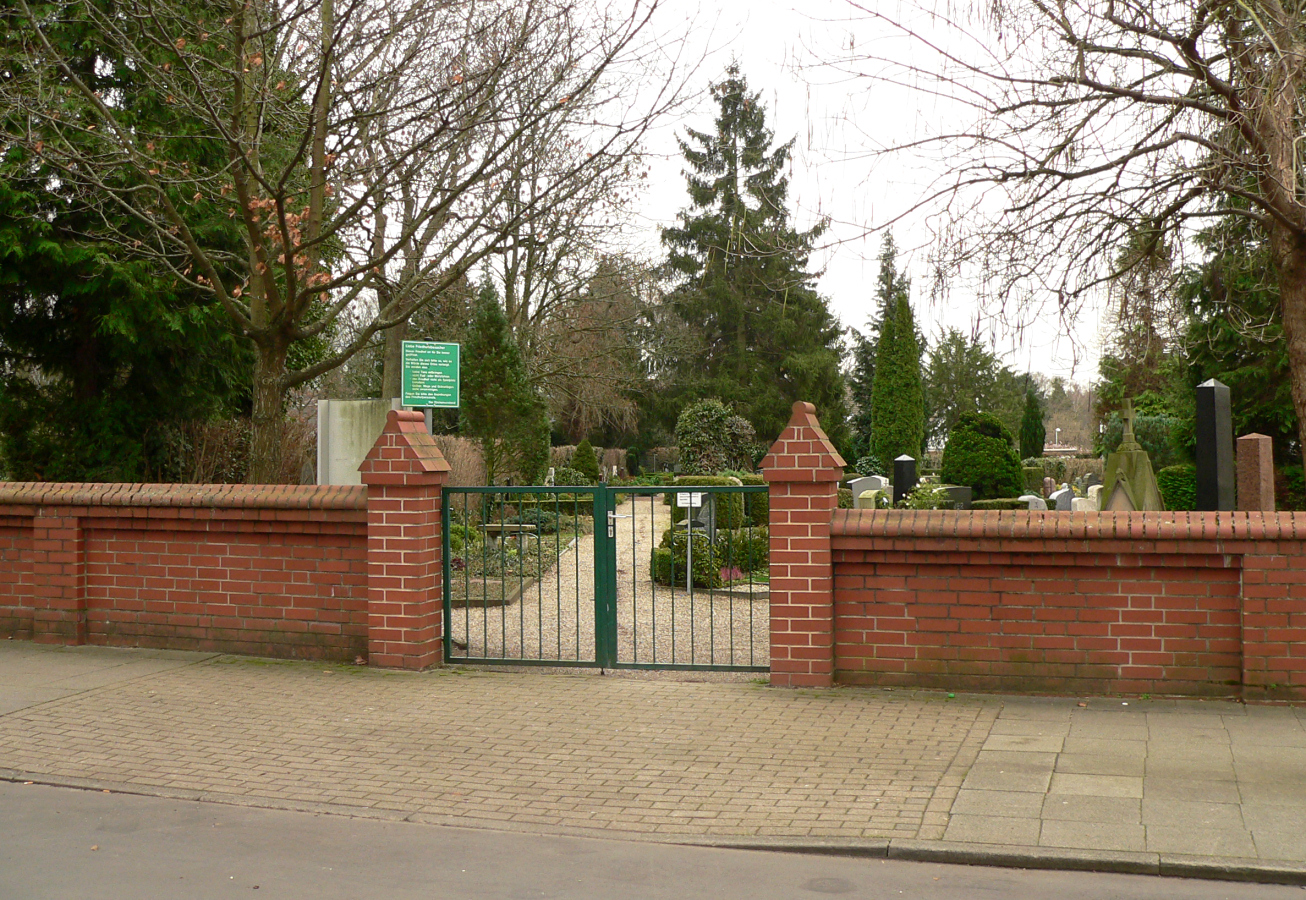
Eingang des Kirchröder Friedhofs

Der Kirchröder Friedhof ist ein im 19. Jahrhundert errichteter, heute denkmalgeschützter Friedhof in Hannover. Er wird von der evangelisch-lutherischen Gemeinde der Jakobikirche in Hannover-Kirchrode unterhalten und von dieser Friedhof der Jakobikirchengemeinde zu Hannover-Kirchrode genannt, kurz auch Friedhof der Jakobigemeinde. Er befindet sich an der Straße Kleiner Hillen 5 Ecke Pastor-Gerhard-Dittrich-Weg.

## Geschichte

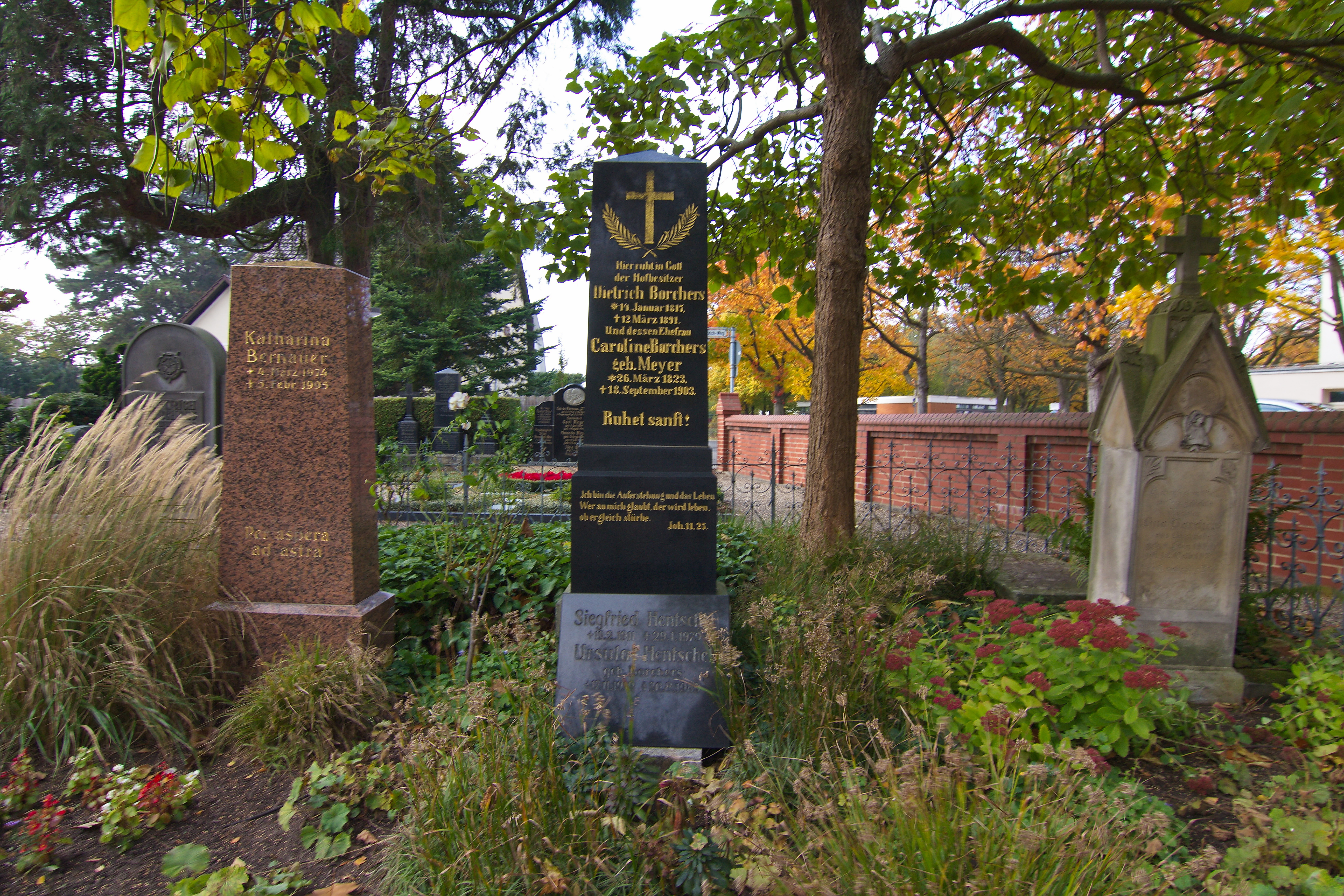
Blick auf die historischen Grabstätten im Westteil des Friedhofs

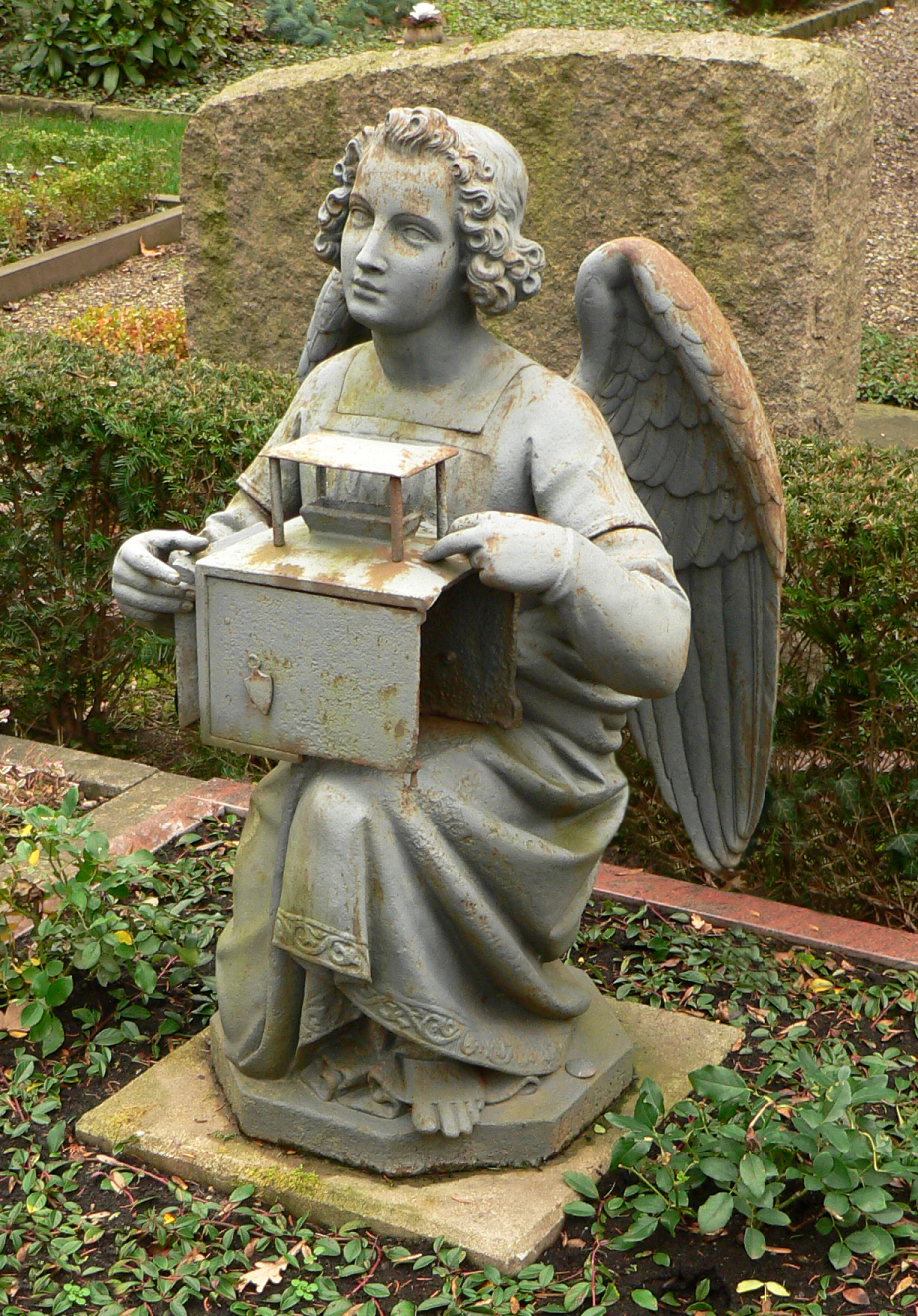
Ein verschollen geglaubter Bödekerengel am Grab der Familie um Erich Flügel (1906–1984)

Als der ehemalige Friedhof um die 1295 erstmals urkundlich belegte Jakobikirche für weitere Bestattungen nicht mehr ausreichte, legte die Gemeinde 1864 ihren neuen Friedhof am Kleinen Hillen an. Aus der Folgezeit des letzten Viertels des 19. Jahrhunderts haben sich „einige schöne Grabsteine [...] erhalten“. So sind im westlichen, heute „alten Teil“ des Friedhofes noch „Grabmäler alter Kirchroder Familien zu finden: Borchers, Wulf, Meyer, Bremer, Behre, Homann, Wiese, Wichmann und Kracke“. Die ältesten erhaltenen Grabmäler sind jedoch die „des Ökonomen Heinrich Rathing (1795 bis 1876) und seiner Frau Charlotte (1817 bis 1881)“.
Ebenfalls aus der Zeit des 19. Jahrhunderts stammt der sogenannte Bödekerengel am Kopfende der Grabstelle der Familie von Erich Flügel (1906–1984). Bis 2013 waren Lokalhistoriker davon ausgegangen, dass sich von den denkmalgeschützten, ehemals 15 Exemplaren lediglich die beiden auf dem Stadtfriedhof Stöcken und dem Stadtfriedhof Engesohde in Hannover erhalten hätten. Die Bödekerengel waren 1854 von dem Bildhauer Georg Hurtzig entworfen und in Lauterberg geschaffen worden. Sie dienten dem damaligen Pastor der Marktkirche in Hannover zum Sammeln von Spenden, wie mithilfe des von ihm gegründeten Norddeutschen Morgenpromenadenbeförderungsvereins.
1951 wurde der Friedhof auf seine heutige (Stand: 07/2013) Gesamtfläche von rund 0,87 ha erweitert um den Neuen Teil, der sich nach Südosten erstreckt. Aus dieser Zeit haben sich Grabmäler bedeutender Persönlichkeiten erhalten, wie etwa das des ersten hannoverschen Oberstadtdirektors nach dem Zweiten Weltkrieg, dem 1952 verstorbenen Gustav Bratke. Dessen Grab pflegt die Stadt Hannover als Ehrengrab. Im „Neuen Teil“ findet sich beispielsweise auch die Grabstele des Architekten Ernst Zinsser.